# Cayo Ancio Aulo Julio Cuadrato
Cayo o Gayo Ancio Aulo Julio Cuadrato (en latín: Gaius Antius Aulus Julius Quadratus) fue un senador romano que vivió a finales del siglo I y principios del siglo II, y desarrolló su cursus honorum bajo los emperadores Vespasiano, Tito, Domiciano, Nerva y Trajano, y fue nombrado cónsul en dos ocasiones, en el 94 junto a Décimo Valerio Asiático Saturnino y luego en el 105 junto a Tiberio Julio Cándido Mario Celso.

## Origen
Probablemente nació a principios de los años 50, en la ciudad de Pérgamo; su hermana se llamaba Julia Pola y Ronald Syme cree que estaba relacionado con el senador Gayo Julio Cuadrato Baso, aunque Cuadrato era miembro de la tribu romana Voltina y Baso pertenecía a la tribu Fabia. Olli Salomies ha argumentado que su familia provenía de la Galia Narbonensis, y al nacer, su nombre era Aulo Julio Cuadrato, quien más tarde fue adoptado por un Cayo Ancio de Pérgamo.

## Carrera
Fue admitido, mediante un adlectio inter praetorios con rango pretoriano en el Senado por el emperador Vespasiano en algún momento de  los años 70; Cuadrato también fue incorporado a los Hermanos Arvales en algún momento antes de marzo de 78 cuando se lo menciona por primera vez en el Acta Arvalia. Cuadrato está ausente de sus registros durante los años 80-81; Syme deduce que Cuadrato se desempeñaba como legado proconsular en Bitinia y Ponto en ese momento, De acuerdo con la inscripción mencionada de Yalvac, fue nombrado procónsul de la provincia senatorial de Creta y Cirenaica para el periodo 84/85. Se le vuelve a mencionar en el Acta Arvalia desde enero del año 86 hasta mayo del año 89, lo que indica que residía en Roma durante ese tiempo. Posteriormente, sirvió como gobernador de Licia y Panfilia desde el año 89 hasta 93.
En algún momento entre 89 y 94, Cuadrato agregó el prefijo "Gaius Antius" a su nombre, probablemente como un requisito para aceptar una herencia de algún conocido. Fue nombrado cónsul sufecto para el nundinium de mayo a agosto de 94 con Décimo Valerio Asiático Saturnino como su colega. Más tarde, Cuadrato fue nombrado gobernador de la provincia de Siria, donde estuvo destinado desde el año 100 al 104.
Como recompensa por su dilatada carrera, fue nombrado cónsul ordinario en 105. Finalmente fue nombrado gobernador proconsular de Asia en el 109/110. Fue honrado con numerosas inscripciones en su ciudad de Pérgamo, donde estableció juegos regulares en honor del emperador Trajano y del dios Júpiter Amicalis.